# Кошава (село)
Кошава (болг. Кошава) — село в Болгарии. Находится в Видинской области, входит в общину Видин. Население составляет 436 человек.

## Политическая ситуация
В местном кметстве Кошава, в состав которого входит Кошава, должность кмета (старосты) исполняет Галина  Радионова Николова (коалиция в составе 3 партий: Болгарская социалистическая партия (БСП), Земледельческий союз Александра Стамболийского (ЗСАС), Объединённый блок труда (ОБТ)) по результатам выборов правления кметства.
Кмет (мэр) общины Видин — Румен Ангелов Видов (Граждане за европейское развитие Болгарии (ГЕРБ)) по результатам выборов в правление общины.